# Suberanthus angustatus
Suberanthus angustatus là một loài thực vật có hoa trong họ Thiến thảo. Loài này được (C.Wright ex Griseb.) Borhidi miêu tả khoa học đầu tiên năm 1983.